# Sen nocy letniej
Sen nocy letniej (ang. A Midsummer Night’s Dream) – komedia Williama Szekspira, powstała pod koniec XVI wieku.
Zalicza się do najpopularniejszych dzieł tego autora.
Sztuka w oryginale liczy 2165 wersów. Jest podzielona na 5 aktów, z których najkrótszy jest akt 4, zaś najdłuższy – akt 5.

## Geneza utworu
Nie jest znana dokładna data powstania sztuki. Uważa się jednak, że był to rok 1595 lub 1596. Istnieją dwie hipotezy co do celu jej powstania. Pierwsza mówi, że był to utwór napisany specjalnie na wesele bliżej nieznanej, bogatej pary – w 1596 roku miało miejsce wiele takich ślubów. Druga zaś stwierdza, że Sen nocy letniej został napisany dla królowej Elżbiety I. Sztuka została opublikowana w Pierwszym Folio w 1623 roku, można ją było także znaleźć w Fałszywym Folio.
Komedia ta przedstawia świat wyobraźni i mitologii (postać Oberona, a także Tytanii, pojawiają się już wcześniej). Niektóre wątki mogą jednak być zaczerpnięte z Metamorfoz Owidiusza, którymi Szekspir zajmował się jeszcze w czasach swojej edukacji.

## Bohaterowie
Bohaterowie fantastyczni
- Oberon – król elfów
- Tytania – królowa elfów
- Puk – psotnik

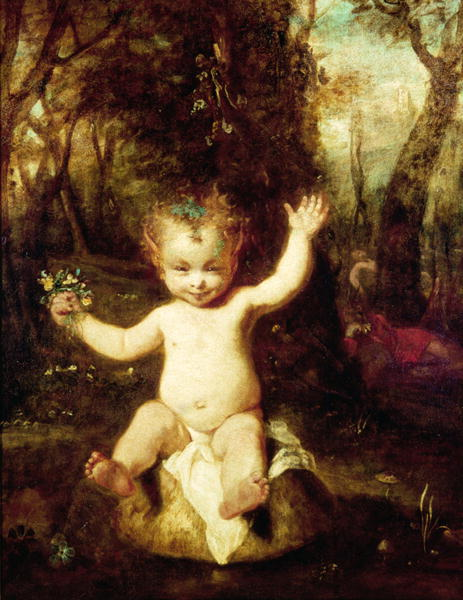
Puck, Joshua Reynolds; 1789

- pozostałe elfy, m.in. Gorczyczka, Pajęczynka, Ciemka, Groszek

Bohaterowie o wyższym statusie społecznym
- Tezeusz – książę Aten
- Egeusz – ojciec Hermii
- Lizander – ukochany Hermii
- Demetriusz – adorator Hermii
- Hipolita – królowa Amazonek
- Hermia – córka Egeusza, zakochana w Lizandrze
- Helena – córka Nedara, zakochana w Demetriuszu

Bohaterowie o niższym statusie społecznym
- Filostat – mistrz ceremonii
- Głodniak – krawiec
- Pigwa – cieśla
- Spój – cieśla
- Dudka – miechownik
- Spodek – tkacz
- Ryjek – kotlarz

## Czas i miejsce akcji
Akcja sztuki rozgrywa się w Atenach i w lesie ateńskim, w noc świętojańską, na kilka dni przed ślubem księcia Aten Tezeusza z królową Amazonek Hipolitą.

## Treść
Sztuka opowiada historię trzech par:
- Hermii i jej narzeczonego Lizandra,
- Demetriusza i Heleny
- króla elfów Oberona i nieposłusznej królowej elfów Tytanii.

Ojciec Hermii nie zgadza się na jej małżeństwo z Lizandrem. Zrozpaczeni kochankowie uciekają do lasu. W ślad za nimi podąża zazdrosny o Hermię Demetriusz i zrozpaczona z miłości Helena. W historię mieszają się też leśne duchy, a szczególnie ważną postacią jest duch Puk.

## Akt I
Za cztery dni ma nastąpić ślub księcia Aten Tezeusza z królową Hipolitą. Przed księciem staje Egeusz, ojciec Hermii i oskarża córkę, że nie chce, zgodnie z jego wolą wyjść za Demetriusza, jako że upodobała sobie Lizandra, żąda też od księcia, by zgodnie z ateńskim prawem tę jej niesubordynację ukarać śmiercią. Hermia nie chce ustąpić. Lizander wskazuje, że nie ustępuje w niczym konkurentowi. Prawo jest jednak nieugięte, nieposłuszną córkę czeka śmierć albo pustelnicze życie w klasztorze Diany. Gdy zakochani zostają sami, Lizander prosi Hermię, by uciekła wraz z nim z Aten i poślubiła go w domu jego bogatej ciotki, gdzie prawo ateńskie nie obowiązuje. Na miejsce spotkania wybiera las ateński. Zjawia się zakochana w Demetriuszu bez wzajemności Helena. Kochankowie zdradzają jej swe plany, a ona postanawia ujawnić je ukochanemu, by zyskać jego przychylność. Piotr Pigwa rozdziela pomiędzy przyjaciół role w krotochwili o Pyramie i Tysbe, którą mają odegrać na królewskim ślubie. Próba ma się odbyć wieczorem z dala od ciekawskich, w lesie ateńskim.

## Akt II

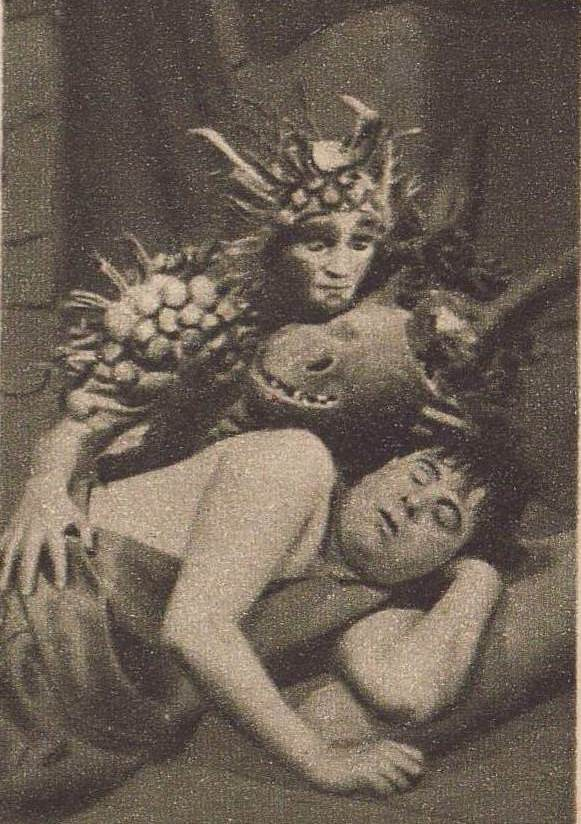
Tadeusz Łomnicki (Puck) i Eugeniusz Fulde (Spodek) w sztuce Sen nocy letniej, Teatr w Krakowie, 1948

W lesie natykają się na siebie powaśnieni małżonkowie, królowa Tytania z dworem elfów i król Oberon ze swym dworem. Obydwoje przybyli do Aten na ślub Tezeusza i Hipolity. Król żąda od królowej, by oddała mu na służbę ślicznego chłopczyka, na co ona nie chce się zgodzić, a chcąc uniknąć ostrzejszego sporu, odchodzi. Oberon wzywa swego służkę Puka i posyła go po sok kwiatu zranionego strzałą Amora, który sprawia, że czyje oczy zostaną nim skropione, zakochuje się w pierwszym napotkanym stworzeniu. Ma nadzieję zaczarować wzrok Tytanii i dzięki temu zdobyć chłopczyka. Do lasu trafiają Demetriusz i podążająca za nim Helena. Poruszony nieszczęściem pogardzonej dziewczyny Oberon wysyła powracającego Puka za błądzącymi Ateńczykami, by skropił oczy Demetriusza i sprawił, by ten zakochał się w Helenie. Drogę w lesie gubią też Lizander i Hermia, zmęczeni kładą się do snu w pewnym od siebie oddaleniu. Puk, który nigdzie nie umie znaleźć Ateńczyka, natyka się wreszcie na Lizandra i skrapia mu oczy sokiem zaczarowanego kwiatu. Śpiącego Lizandra odnajduje Helena i budzi go. Młodzieniec zakochuje się w niej po otwarciu powiek. Helena bierze jego niewczesną adorację za kpinę i nieszczęśliwa ucieka. Lizander podąża za nią. Hermia budzi się sama w lesie.

## Akt III
Na polanie, na której zasnęła zaczarowana Tytania, trupa aktorska rozpoczyna próbę. Puk przyprawia Spodkowi oślą głowę. Cały zespół pierzcha w panice. Królowa budzi się i zakochuje się w Spodku-z-oślą-głową. Oberon jest zadowolony z pracy Puka. Wejście Heleny opędzającej się od Lizandra uprzytamnia mu jednak, że w drugim zadaniu jego sługa się omylił. Nakazuje więc Pukowi sprowadzić Demetriusza i skropić mu również oczy zaczarowanym sokiem kwiatowym. Demetriusz budzi się i na widok nadchodzącej Heleny z Lizandrem wyznaje jej swą miłość. Helena uznaje, że obaj młodzieńcy zmówili się, by ją wyszydzić. Gdy jeszcze pojawia się Hermia, wyrzucająca Lizandrowi, że ją porzucił, Helena uznaje przyjaciółkę za sprawczynię swego nieszczęścia. Kobiety zaczynają się wyzywać, a mężczyźni nie wiedzą, czy mają ratować ukochaną Helenę, czy bić się o nią. Wreszcie odchodzą, by się bić, a Helena ucieka przed rozwścieczoną Hermią. Oberon nakazuje Pukowi, by pomieszał młodzieńcom drogi. Puk tak długo wodzi ich po leśnych ostępach, że w końcu usypiają obok siebie ze zmęczenia. W niedługim czasie usypiają obok nich zmęczone całonocną wędrówką Helena i Hermia. Oberon odczarowuje oczy Lizandra.

## Akt IV
Tytania i jej elfy z oddaniem spełniają każdą wolę Spodka. Oberon, który zdobył u zakochanej Tytanii ślicznego chłopczyka, lituje się nad nią i przywraca jej wzrok. Tytania spuszcza na śpiących sen zapomnienia i zgodnie wraz z mężem odchodzi w stronę Aten na królewskie gody. Tezeusz z Hipolitą przybywają na polowanie do lasu ateńskiego i znajdują czworo śpiących. Budzą ich. Lizander przyznaje się, że chciał uciec z Hermią z Aten, a Demetriusz, że już nie kocha Hermii, lecz Helenę. Przebudzeni bardzo niewyraźnie pamiętają wydarzenia minionej nocy. Książę zarządza trzy śluby. Budzi się również Spodek, wraca do miasta i wraz ze swoimi kompanami przygotowuje się do przedstawienia.

## Akt V
Nowożeńcy, czekając na nadejście nocy, pragną się zabawić oglądaniem przedstawienia. Książę wybiera śmieszny i tragiczny dialog Pyrama z Tyzbe. Rzemieślnicy, ku wielkiej uciesze widzów, przedstawiają Mur, który rozdziela kochanków i ledwo przez szparę w palcach mówić im ze sobą pozwala, dalej Lwa, który uspokaja widzów, że nie jest lwem prawdziwym, i Księżyc. Lew porywa płaszcz Tyzbe i go targa, podczas gdy Tyzbe ucieka. Zrozpaczony Pyram, deklamując, przebija się mieczem i idzie do nieba. Po nim czyn ten popełnia również Tyzbe. Książę oklaskuje aktorów. Małżonkowie udają się na spoczynek. Nad pałacem i nowożeńcami swoje błogosławieństwa wypowiadają Tytania i Oberon, a Puk prosi widzów o oklaski dla tego sennego marzenia.

## Analiza

### Źródła komedii
Sen nocy letniej nie posiada jednolitego źródła fabuły. Szekspir korzystał przy pisaniu tej komedii z wielu wątków i elementów. Zmiana dokonana przez Puka w stosunku do kochanków pochodzi z komedii włoskiej i była już wcześniej wykorzystana przez autora w Dwóch panach z Werony. Kwiatek, którym posługuje się Puk pełni tę samą rolę, co zbłąkana strzała z łuku Amora, motyw wielokrotnie powracający w literaturze.
Wątek Tezeusza i królowej Amazonek Hipolity zaczerpnął  Szekspir z poezji Chaucera, ze znajdującej się w Opowieściach kanterberyjskich Opowieści rycerza. Drugim źródłem do tego wątku są Żywoty równoległe Plutarcha, przetłumaczone na angielski przez Thomasa Northa w 1579 roku.
Postać Puka pochodzi z wierzeń ludowych hrabstwa Warwickshire, w którym Szekspir spędził młodość. Postać ta występuje w wierzeniach germańskich Anglów i Sasów, jak i ludów celtyckich zamieszkujących Wielką Brytanię. Oberon został po raz pierwszy przedstawiony jako król elfów w sztuce Roberta Greene’a Jakub I (1591). Postać wywodzi się z literatury starofrancuskiej, z romansu Huon de Bordeaux, przetłumaczonego na język angielski przez Lorda Bernersa w 1534 roku.

## Publikacje i inscenizacje

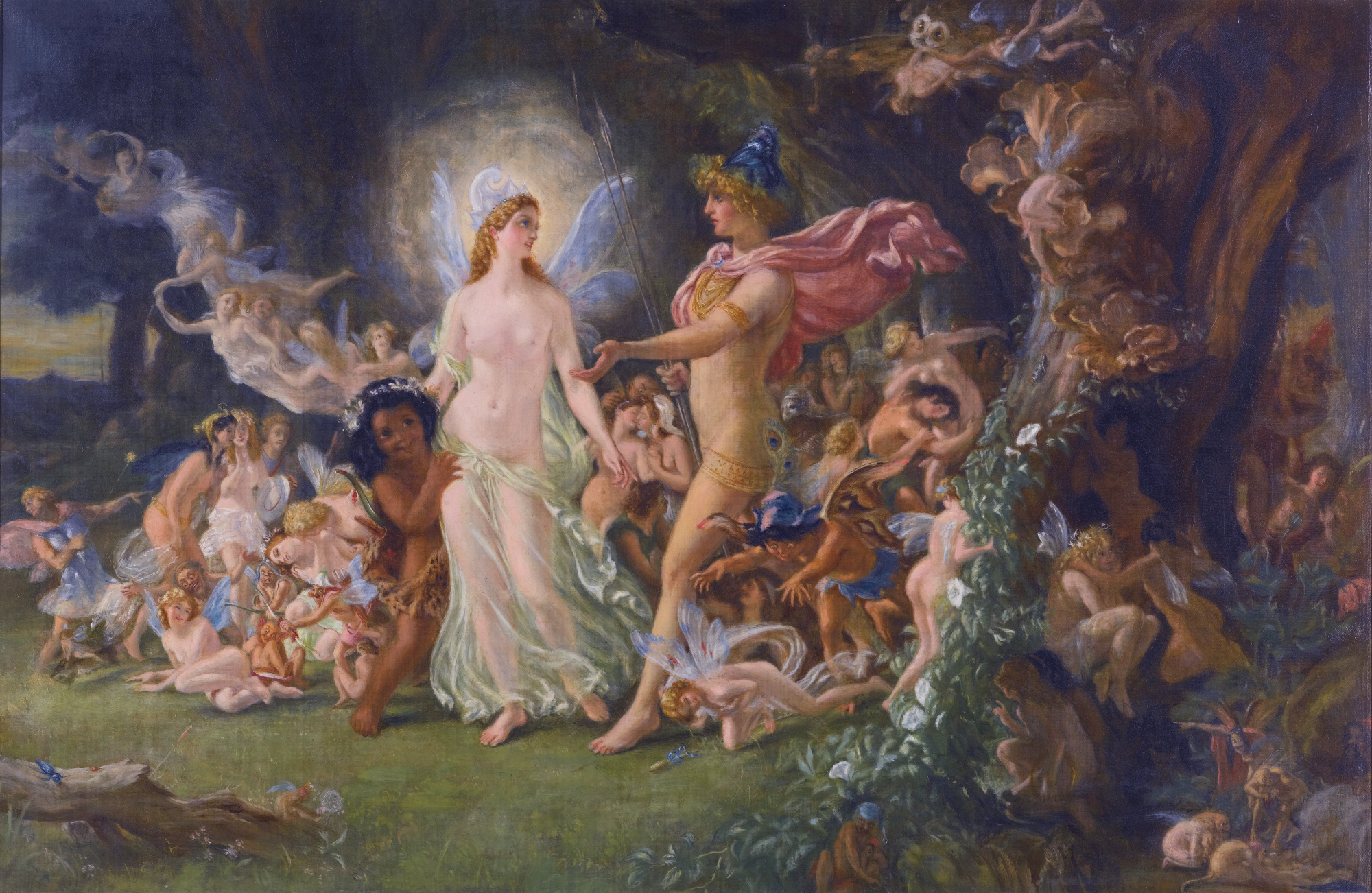
Oberon i Tytania, Joseph Noel Paton

Po raz pierwszy dzieło to zostało wydane w 1600 roku przez znanego księgarza, Thomasa Fishera. Ponownie było wydawane w 1619 roku i w 1623, jako część tzw. „Pierwszego Folio”.
Podczas angielskiego bezkrólewia  w latach 1642–1660, ze względu na zamknięcie teatrów, sztuka ta nie była wystawiana na scenie. Powróciła w 1660 roku  w formie adaptowanej.
Do ważniejszych angielskich inscenizacji zaliczyć należy jeszcze jej wersję z 1840 roku, wystawioną przez Madame Vestris, gdzie dodano elementy muzyczne i baletowe.
Do tej sztuki scenicznej Felix Mendelssohn-Bartholdy w 1826 w wieku 17 lat skomponował uwerturę koncertową. Została ona prawykonana w Szczecinie i szybko zdobyła popularność. W późniejszych latach Mendelssohn napisał dalsze ogniwa muzyki teatralnej przeznaczonej do Snu nocy letniej Szekspira, w tym tak znane utwory, jak Scherzo i Marsz weselny, który stał się najbardziej rozpoznawalnym w kulturze masowej dziełem Mendelssohna.

### Polska
Bałtycki Teatr Tańca w Operze Bałtyckiej w Gdańsku zrealizował balet z librettem dramatu Szekspira Sen Nocy Letniej. Muzyka: Goran Bregoviċ, Choreografia i reżyseria: Izadora Weiss. Premiera 26 maja 2013.
Teatr Miejski im. Witolda Gombrowicza w Gdyni: 23 października 2021 r. – premiera dramatu w reżyserii Rafała Szumskiego.
W 2023 roku zrealizowano spektakl Sen nocy letniej w Teatrze Telewizji. Sztukę wyreżyserował Wojciech Adamczyk, posługując się tłumaczeniem Macieja Słomczyńskiego.

## Film, opera i balet
Pierwszej ekranizacji dokonano w 1935 roku, w reżyserii Maxa Reinhardta i Williama Dieterlego. Film ten zdobył dwa Oscary.
11 czerwca 1960 roku odbyła się premiera opery Benjamina Brittena A Midsummer Night’s Dream.
W 1982 roku Woody Allen wyreżyserował Seks nocy letniej (A Midsummer Night’s Sex Comedy), w którym u jego boku zagrała Mia Farrow. Dzieło Allena luźno odnosi się do utworu Szekspira, nie pojawia się tam ani jeden dialog z tej komedii.
W 2005 roku telewizja BBC dokonała adaptacji tej sztuki. Akcja przeniesiona została do czasów współczesnych, dialogi jedynie nawiązują do tych ze Snu nocy letniej.
W roku 2005 zespół Les Ballets de Monte Carlo wystawił spektakl Le Songe (Sen) w choreografii i reżyserii Jeana-Christophe’a Maillota do muzyki Felixa Mendelssohna, Daniela Teruggiego i Bertranda Maillota.
Zainspirowany tą komedią jest także amerykański film Were the World Mine nakręcony w roku 2008 i wyreżyserowany przez Toma Gustafsona. Jego tytuł to fragment wypowiedzi Heleny z pierwszej sceny pierwszego aktu, który w polskim tłumaczeniu Stanisława Koźmiana brzmi: „Ach! Gdyby moją była ziemia cała”.
Brytyjski reżyser i scenarzysta Jeremy Sams wykorzystał wątki Snu nocy letniej w operze Zaczarowana wyspa, której premiera odbyła się w Metropolitan Opera w grudniu 2011.